# Kusín
Kusín – wieś (obec) na Słowacji położona w kraju koszyckim, w powiecie Michalovce. Pierwsze wzmianki o miejscowości pochodzą z roku 1418. 
Według danych z dnia 31 grudnia 2012, wieś zamieszkiwało 340 osób, w tym 179 kobiet i 161 mężczyzn.
W 2001 roku rozkład populacji względem narodowości i przynależności etnicznej wyglądał następująco:
- Słowacy – 96,85%
- Romowie – 0,26%
- Rusini – 0,52%
- Ukraińcy – 0,52%

Ze względu na wyznawaną religię struktura mieszkańców kształtowała się w 2001 roku następująco:
- Katolicy rzymscy – 37,01%
- Grekokatolicy – 55,91%
- Ewangelicy – 0,79%
- Prawosławni – 1,05%
- Ateiści – 1,84%
- Nie podano – 2,62%